# Аэрографит
Аэрографит представляет собой синтетическую пену, состоящую из трубчатых волокон углерода. Плотность материала составляет 0,18 мг/см3 (0,18 кг/м3), что позволяет назвать данный материал одним из самых легких на сегодняшний день. Аэрографит был разработан объединенной командой университета имени Христиана Альбрехта и Гамбургского технологического университета. Первое сообщение о новом материале было опубликовано в июне 2012 г.

## Структура и свойства
Аэрографит — материал чёрного цвета, может принимать различную форму, объёмом обычно в несколько кубических сантиметров. Его структура представляет собой взаимосвязанную сеть углеродных трубок диаметром в несколько микронов, и толщиной стенки около 15 нм. Из-за относительно меньшего искривления и большей толщины стенки, по своим свойствам эти трубки не столько похожи на графено-подобные ячейки углеродных нанотрубок, сколько на стеклоуглерод. Стенки трубок часто прерывистые, имеют складчатые области, что повышает эластичность аэрографита. Связи между атомами углерода в аэрографите имеют sp2 характер, что было подтверждено в результате спектроскопии характеристических потерь энергии электронами и измерения удельного электрического сопротивления. Под воздействием внешнего сжатия электрическая проводимость возрастает с 0,3 См/м до 0,8 См/м, а плотность с 0,18 мг/см3 до 0,2 мг/см3. А в сжатом состоянии эти показатели могут составлять 37 См/м при плотности 50 мг/см3.
Благодаря своей структуре из взаимосвязанных трубок, аэрографит более устойчив к растяжению, чем другие пористые материалы, такие как кремниевые аэрогели. Он выдерживает значительную упругую деформацию и обладает очень низким коэффициентом Пуассона. Образец размером 3 мм восстанавливает исходную форму даже после сжатия до 0,1 мм. Предел прочности данного материала зависит от его сжатия и составляет 160 кПа для плотности 8,5 мг/см3 и 1 кПа при 0,18 мг/см3. Для сравнения — предел прочности для аэрогеля равен 16 кПа при плотности 100 мг/см3. Модуль Юнга для натяжения примерно равен 15 кПа при 0,2 мг/см3 , однако для сжатия он намного ниже и может колебаться от 1 кПа при 0,2 мг/см3 до 7 кПа при 15 мг/см3.
Аэрографит обладает свойством сверхгидрофобности, а также достаточно восприимчив к электростатическим эффектам — кусочки материала притягиваются к заряженным предметам.

## Получение

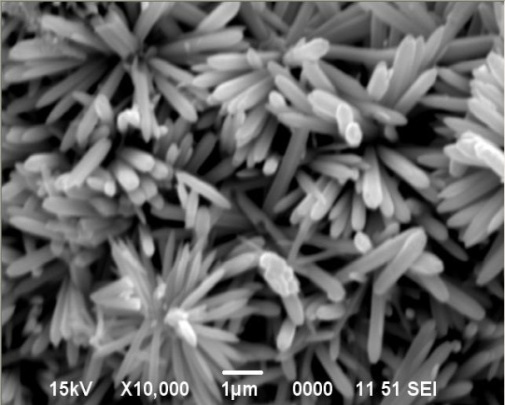
Подложка из оксида цинка, предназначена для «выращивания» трубок аэрографита

Аэрографит получают посредством CVD-процесса на подложке из оксида цинка. Подложка состоит из микронной толщины палочек, которые получаются при смешивании одинакового количества цинка и поливинилбутираля, и нагреванием смеси до 900 С. Аэрографит синтезируется при температуре около 760 градусов, в атмосфере аргона, куда в качестве источника углерода нагнетается толуол. Тонкий (около 15 нм), прерывистый слой углерода осаждается на оксиде цинка, который стравливается посредством добавления водорода в реакционную камеру. Таким образом, образовавшаяся углеродная структура довольно точно повторяет структуру подложки из оксида цинка.

## Возможное применение
Аэрографитовые электроды были опробованы при производстве ионисторов. Материал хорошо переносит механические воздействия, связанные с циклами зарядки-разрядки и кристаллизации электролита (которая происходит при испарении растворителя). Электроемкость таких электродов составляет 1,25 Вт*ч/кг, что сравнимо с показателем для электродов из углеродных нанотрубок (2,3 Вт*ч/кг)